# Dragan Isailović
Dragan Isailović (Belgrad, 12 de gener de 1976) és un exfutbolista serbi amb nacionalitat espanyola, que ocupava la posició de davanter.
Va començar a destacar a les files del FK Partizan i del Reial Valladolid, tot i que la seua carrera ha prosseguit per equips de lligues més modestes (Israel, Xipre o Bulgària) o en equips modestos de la competició espanyola (Burgos CF o CE Alcoià).
Ha estat internacional sub-21 per la selecció sèrbia.